# Nataša Hanušová
Nataša Hanušová (* 10. července 1947 Praha) je nizozemská režisérka českého původu.

## Život
Hanušová navštěvovala amsterdamskou univerzitu umění, fakultu divadla a tance a Nizozemskou filmovou a televizní akademii. Pracovala v zákulisí na filmech:
- „De vierde man" (česky: Čtvrtý muž), režie: Paul Verhoeven, 1982
- „Bastille", 1983, "Zoeken naar Eileen", 1986, „De avonden“, 1989, režie R. van den Berg
- „Het bittere kruid" (1985), „Spoorloss" (1987), režie: G.Sluizer
- „De flat" (česky: „Tísňové volání“)[1] (1994), režie: Ben Verbong

V roce 1991 byla jednou z prvních nizozemských režisérek režírující telenovelu Goede tijden, slechte tijden (česky: Dobré časy, špatné časy). V následujících letech střídavě režírovala telenovely Goede tijden, slechte tijden, Onderweg naar morgen (česky: Na cestě k zítřku) a Goudkust (česky: Zlaté pobřeží) pro Joop van den Ende Producties a dramatický seriál De vrouwenvleugel (česky: Dámské křídlo) či komediální seriál Wat schuift 't? (česky: Co se to hýbe).